# Кассань, Луи Викторен
Луи Викторен Кассань (фр. Louis Victorin Cassagne; 5 июня 1774, Алан, Лангедок, королевство Франция — 6 июля 1841, Тулуза, Верхняя Гаронна, королевство Франция) — французский военный деятель, дивизионный генерал (1813 год), барон (1809 год), участник революционных и наполеоновских войн. Имя генерала выбито на Триумфальной арке в Париже.

## Биография
Родился в семье нотариуса епископства Комменж Мишеля Кассаня (фр. Michel Cassagne; 1747—1776) и его супруги Мари Гутлонг (фр. Marie Goutelongue; 1746—1832).
Луи-Викторен поступил на службу 12 сентября 1792 года в качестве младшего лейтенанта в свободной роте. 4 декабря 1792 года стал лейтенантом. 25 марта 1793 года был избран сослуживцами капитаном 8-го батальона волонтёров Верхней Гаронны. Служил в Армии Восточных Пиренеев. 4 августа 1793 года отличился при переходе через реку Те в деревне Корнейя-ла-Ривьер в департаменте Восточные Пиренеи. В конце 1793 года его батальон влился в состав 6-й временной полубригады.
1 августа 1794 года, в Фуэнтеррабии, Кассань со своими солдатами захватил 250 орудий, 5 знамён, 40 000 снарядов и пуль, 8000 ружей и 200 испанцев. 4 августа 1794 года совместно с Латур д’Овернем захватил Сан-Себастьян, 5 августа – Толосу. 18 сентября он внёс свой вклад в захват Бельгарда, затем Ронсесвальеса, где в руки французам попали литейные цеха, 50 орудий и 1500 пленников. Под началом Марбо участвовал во взятии Памплоны 4 ноября. 17 ноября в битве при Сан-Льоренс-де-ла-Муге со своим батальоном захватил 30 орудий, 10 редутов, 2 знамени и 1200 пленных. 20 ноября, под командой генерала Дюгомье, участвовал во взятии Фигераса.
В конце 1795 года переведён в Итальянскую армию генерала Шерера. 23 ноября 1795 года был ранен пулей в левую руку в бою при Рокка Барбена в Пьемонте. 21 марта 1796 года его батальон влился в состав 69-й полубригады, которая 11 апреля 1796 года стала 18-й полубригадой линейной пехоты и вскоре получила от главкома Итальянской армии Бонапарта прозвище «Храбрая 18-я» (фр. Brave 18e). В начале апреле, по приказу генерала Массена, Кассань возглавил отряд разведчиков, с которым пересёк Альпы и перевал Сен-Бернар. 10 мая сражался при Лоди. 1 июня участвовал в осаде Вероны. Его батальон, который расположился на вершинах Сеги в Риволи, подвергся нападению 29 июля. Полубригада отступила, и присоединилась к остальным войскам в Лонато. В битве при Лонато, 3 августа, Массена отправил его с лёгким батальоном разведчиков под командованием генерала Виктора в Кастильоне, чтобы преследовать отступающих австрийцев. Кассань блестяще проявил себя, но был ранен пулей в правую часть груди около озера Гарда. 25 декабря в бою у озера Гарда отличился вместе с капитаном Бартом и лейтенантом Фассом. 16 января 1797 года, неподалёку от Мантуи, во главе своих разведчиков, Кассань разбил вражескую кавалерию. 23 марта 1797 года, в ходе наступления Бонапарта на Австрию, был ранен выстрелом в левую ногу, но смог захватить три пушки и два флага. Затем он на короткое время был переведён в Швейцарскую армию.

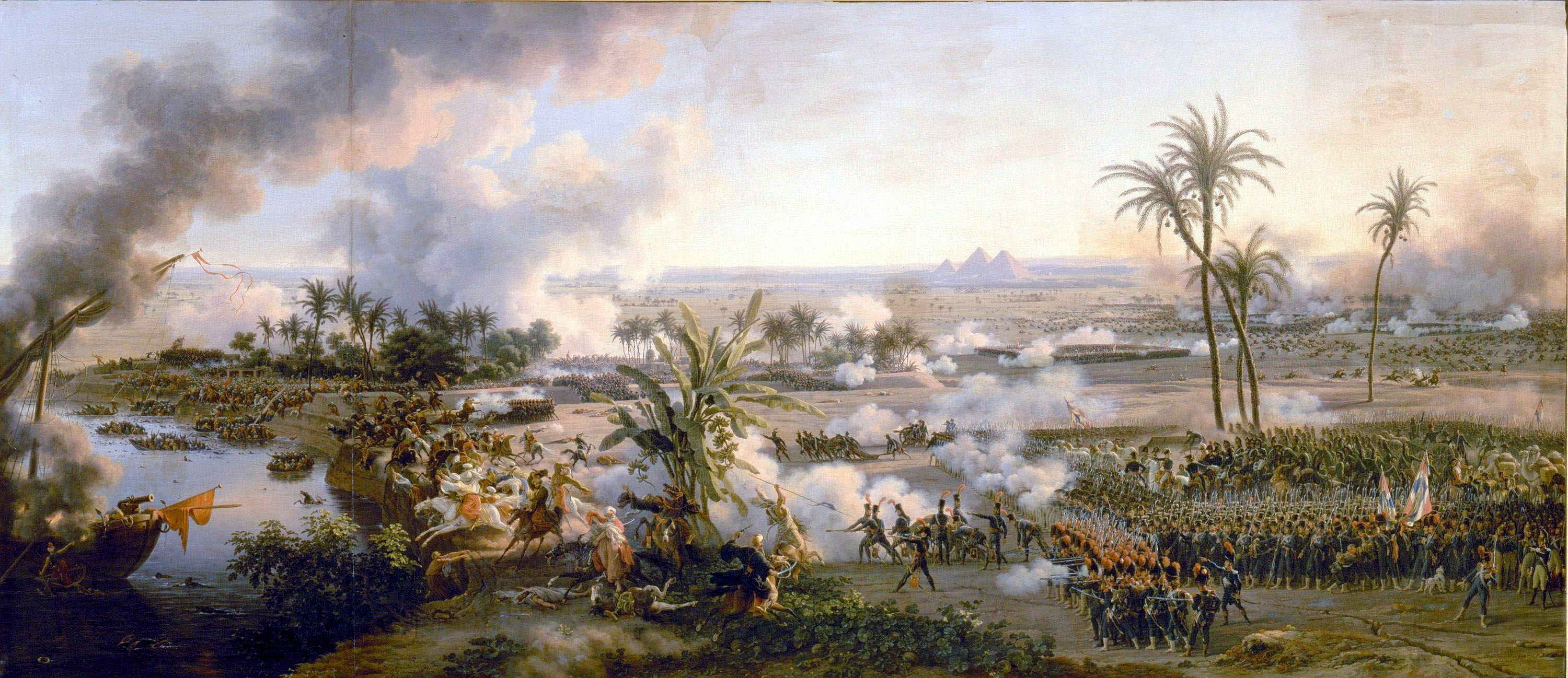
Картина Луи-Франсуа Лежёна, «Битва у пирамид», 1808 год

Участвовал в Египетской экспедиции Бонапарта, и вновь командовал разведчиками дивизии генерала Бона. 13 июля сражался при Шубрахите, 21 июля – при Пирамидах. В марте 1799 года он принял участие в осаде Акры против турок и французских эмигрантов. Со своими разведчиками он атаковал форпосты турок, и оказался раненным под обломками крепости. Несколько недель спустя, в ночь на 4 мая, Кассань участвовал в ожесточённом штурме башни в Акре, и был ранен двумя ударами ножа в левое бедро и двумя в левую руку. Эта смелость принесла ему 7 августа звание командира батальона 18-й полубригады. 12 марта 1800 года отличился под командованием генерала Мену в сражении при Александрии. 20 марта 1800 года при захвате английского лагеря в сражении при Гелиополисе, Кассань был ранен в бедро.
Вернувшись из Египта, служил в гарнизоне Мобёжа. 29 мая 1801 года был произведён в полковники, и назначен командиром 25-й полубригады линейной пехоты. 29 августа 1803 года его полк был включён в состав дивизии Дюрютта лагеря в Брюгге Армии Берегов Океана. Под началом маршала Даву и генерала Гюдена участвовал в составе Великой Армии в Австрийской кампании 1805 года. 19 октября 1805 года, прямо в ходе Ульмской операции, успел жениться в Мюнхене на Эмели Деарван (фр. Emélie Joseph Deharveng; 1778-1854). У пары родились двое сыновей:
- Эжен (фр. Eugène Napoléon Cassagne; 1804—1824),
- Эмиль (фр. Émile Victorin Jean Cassagne; 1808—1887)[1].

Его полк так и не принял активного участия в кампании 1805 года. Зато в Прусской кампании 1806 года отличился в сражении при Ауэрштедте, где захватил две неприятельские пушки и был слегка ранен пулей в голову, а одна из его лошадей была убита пушечным ядром. Сражался при Пултуске и Эйлау. 7 июня 1807 года, в награду за его высокую доблесть и прекрасные подвиги, Кассань получил звание бригадного генерала.
С мая по июль 1808 года участвовал в Андалузской кампании, командуя 1-й бригадой 2-й пехотной дивизии генерала Веделя в составе 2-го наблюдательного корпуса Жиронды генерала Дюпона. 1 июля 1808 года по приказу Дюпона во главе своей бригады вышел из Байлена в Хаэн, чтобы найти припасы. Он разбил мятежников в Гранаде и 2 июля занял Хаэн. Во второй половине дня 3 июля был атакован испанскими войсками в 10 000 человек, поддержанными многочисленными отрядами крестьян и швейцарским полком Рединга. Будучи окружённым, Кассань вёл неравный и тяжёлый кровопролитный бой, в ходе которого поддерживал храбрость солдат словами: «Дети мои, победа за нами! Да здравствует Император!» (фр. Enfants, la victoire est à nous! sus aux ennemis, et vive l’Empereur!). Был серьёзно ранен, понёс большие потери и около 23 часов того же дня эвакуировал Хаэн и направился к своим. Возвратился в Байлен, и был заменён во главе бригады генералом Лиже-Белером. 6 июля бригада находилась в Менхибаре. 23 июля попал в плен вследствие капитуляции генерала Дюпона, против которой яростно протестовал.
24 октября 1808 года вместе с генералами Веделем, Кавруа, Шабером, Лагранжем, Лиже-Белером и Мареско был отправлен на корабле «Минерва» во Францию. 12 ноября 1808 года высадился в Марселе, и был помещён на карантин в лазарет. 7 декабря 1808 года получил приказ отправиться в Байонну с генералами Буссаром, Лагранжем и Лиже-Белером. 18 декабря 1808 года прибыл в Мадрид в штаб Наполеона. 1 апреля 1809 года стал командиром бригады в составе 3-й пехотной дивизии генерала Вийята 1-го корпуса Армии Испании. 28 июля 1809 года отличился в сражении при Талавере. В 1810 году сражался в Андалусии. В декабре 1810 года он был в Мадриде. Участвовал в блокаде Кадиса, отвечая за левый фланг. Затем боролся с повстанцами в Серрания-де-Ронда. 22 января 1811 года нанёс поражение испанцам при Медина-Сидония, где захватил вражеское знамя. Затем временно возглавил 3-ю дивизию. Он неоднократно побеждал швейцарского генерала Теодора фон Рединга. 23 января 1811 года стал Комманданом Почётного легиона.
Управлял Рондой в августе 1811 года, Ольберой в ноябре 1811 года. 1 декабря 1811 года стал командиром 1-й бригады 2-й резервной дивизии генерала Барруа Армии Андалусии. С 20 декабря 1811 года по 4 января 1812 года занимал Сан-Роха, и участвовал в осаде Тарифы у Гибралтара. Наполеон поставил его на пост губернатора Серрании-де-Ронды в провинции Малага. В этот период муниципалитет предложил ему в качестве сувенира великолепную коллекцию золотых медальонов (греческих, римских и XVIII века), которая представляла собой огромную ценность. Генерал посчитал медали и просто сказал: «Хорошо! Необходимо купить шинели для солдат, которых не хватает в больницах». Он не оставил себе ни одной медали.
7 февраля 1812 года вошёл в состав Южной армии. 9 февраля 1813 года возглавил 2-ю пехотную дивизию Южной армии. 30 мая 1813 года был награждён чином дивизионного генерала и вызван в расположение Великой Армии. 21 июня 1813 года в сражении при Витории Кассань отвечал за арьергард армии, и потерял свою повозку, свой фургон, своё серебро, двенадцать чемоданов, восемь лошадей, все его сбережения за 6 лет (40 000 франков наличными) и другое личное имущество, чтобы спасти артиллерию и зарядные ящики армии. 13 июля 1813 года прибыл в Тулузу, чтобы возместить убытки (которые он оценил более чем в сто тысяч франков) и выкупить лошадей.
В августе присоединился к Великой Армии в Германии. 27 августа отличился в сражении при Дрездене, где захватил 5 русских орудий, экипаж и множество пленных. 29 августа сражался при Хульме. 1 сентября возглавил 1-ю дивизию 1-го резервного баварского корпуса генерала Мутона вместо генерала Филиппона. 11 ноября попал в плен при капитуляции Дрездена и был интернирован в Венгрию. Кассань отметил: «Мое пленение было смягчено редким жестом, который чтит военную гордость: я смог сохранить свою саблю».
Провёл в австрийском плену 8 месяцев и возвратился во Францию только при первой Реставрации. 8 июня 1814 года получил под команду пехотную дивизию, с 23 июня 1814 года по 11 апреля 1815 года – командующий департамента Верхняя Гаронна. Во время «Ста дней» присоединился к Императору и 13 июня 1815 года был назначен в состав 3-го наблюдательного корпуса Пиренейской армии, где занимался мобилизацией Национальной гвардии 9-го и 10-го военных округов. После второго отречения Императора переведён 20 ноября 1815 года на половинное жалование. Возвратился к активной службе 3 января 1833 года по рекомендации маршала Мутона и возглавил Национальную гвардию Тулузы. 15 августа 1839 года определён в резерв.

## Воинские звания
- Младший лейтенант (12 сентября 1792 года);
- Лейтенант (4 декабря 1792 года);
- Капитан (25 марта 1793 года);
- Командир батальона (7 августа 1799 года);
- Полковник (29 мая 1801 года);
- Бригадный генерал (7 июля 1807 года);
- Дивизионный генерал (30 мая 1813 года).

## Титулы

Герб барона

- Барон Кассань и Империи (фр. baron Cassagne et de l'Empire; декрет от 19 марта 1808 года, патент подтверждён 18 июня 1809 года в Шёнбрунне)[2][3].

## Награды
Легионер ордена Почётного легиона (11 декабря 1803 года)
 Офицер ордена Почётного легиона (14 июня 1804 года)
 Коммандан ордена Почётного легиона (23 января 1811 года)
 Командор ордена Воссоединения (24 сентября 1813 года)
 Кавалер ордена Железной короны (3 октября 1813 года)
 Кавалер военного ордена Святого Людовика (13 августа 1814 года)